# Turystyka seksualna
Turystyka seksualna – określenie podróży, w większości zagranicznych, podejmowanych głównie w celu zaspokajania potrzeb seksualnych, których realizowanie w miejscu zamieszkania z wielu przyczyn byłoby niemożliwe lub utrudnione. Polega to na korzystaniu z usług heteroseksualnej prostytucji, rzadziej homoseksualnej i dziecięcej oraz niekomercyjnymi kontaktami seksualnymi (z mieszkańcami lub innymi turystami).
Turystyka seksualna wywołuje dużo negatywnych skutków. Wiąże się ze wzrostem przestępczości na tle seksualnym (prostytucja, stręczycielstwo, demoralizacja nieletnich, pedofilia), łamaniem norm etycznych danego społeczeństwa oraz rozwojem chorób wenerycznych.

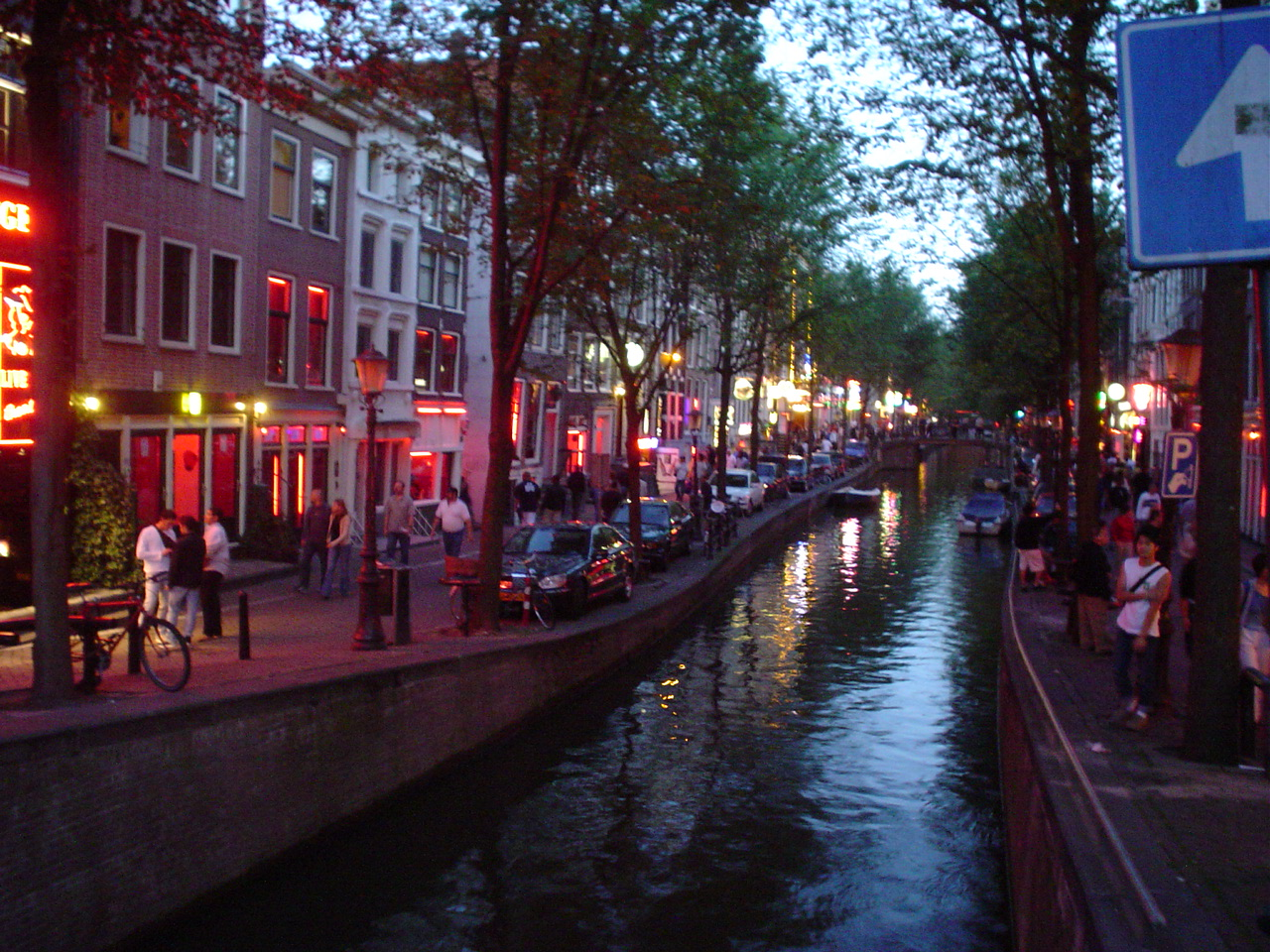
Dzielnica czerwonych latarni w Amsterdamie

Zjawisko dotyczy wyjazdów do wybranych krajów Azji, Ameryki Południowej, Afryki, Europy Wschodniej oraz miast, np. Amsterdam. Uczestnicy podróży pochodzą głównie z krajów wysoko rozwiniętych Europy Zachodniej i Ameryki Północnej oraz państw Zatoki Perskiej.